# Six Feet Under
Six Feet Under è una serie televisiva statunitense andata in onda sul network via cavo HBO dal 3 giugno 2001 al 21 agosto 2005 riscuotendo grande successo, negli Stati Uniti così come in molti altri paesi. La fine anticipata della serie è stata voluta dall'autore Alan Ball (gli ascolti sono stati alti sino all'ultimo episodio).
Il titolo fa riferimento alla profondità a cui s'interra una bara negli Stati Uniti (6 piedi, pari a 1,83 metri).
In Italia le prime due stagioni della serie vennero trasmesse in prima visione e in seconda serata su Italia 1 nel 2004; la terza fu trasmessa nel 2005 in chiaro da Italia 1 e a pagamento su Fox. Nel 2008 Cult ha trasmesso in prima visione la quarta e quinta stagione. Queste ultime sono state mandate in onda in chiaro su Iris rispettivamente nel 2008 e nel 2009.

## Trama
Nate Fisher è il figlio di un impresario funebre che, in seguito alla morte del padre, decide a malincuore di diventare socio dell'azienda di famiglia insieme al fratello David. Il nucleo familiare include la madre Ruth e la sorella Claire. Gli altri personaggi principali sono il dipendente e amico di famiglia Federico Diaz, la fidanzata di Nate, Brenda Chenowith e il fidanzato di David, Keith Charles.
Ogni episodio inizia con un decesso - le cui cause vanno dall'annegamento, all'attacco di cuore, alla sindrome della morte improvvisa del lattante - in base al quale viene stabilito il tono della puntata, permettendo ai personaggi di riflettere sulle proprie fortune e sventure.

## Episodi
| Stagione         | Episodi | Prima TV originale | Prima TV Italia |
| ---------------- | ------- | ------------------ | --------------- |
| Prima stagione   | 13      | 2001               | 2004            |
| Seconda stagione | 13      | 2002               | 2004            |
| Terza stagione   | 13      | 2003               | 2005            |
| Quarta stagione  | 12      | 2004               | 2008            |
| Quinta stagione  | 12      | 2005               | 2008            |

## Personaggi e interpreti

### Personaggi principali
- Nathaniel "Nate" Fisher Jr. (stagioni 1-5), interpretato da Peter Krause, doppiato da Fabrizio Temperini.
Il figlio maggiore di Nathaniel e Ruth Fisher. Torna a casa per Natale scoprendo che il padre è morto e ha lasciato a lui e al fratello David l'azienda di famiglia in eredità.
- David Fisher (stagioni 1-5), interpretato da Michael C. Hall, doppiato da Franco Mannella.
Il secondo figlio di Nathaniel Fisher che lavora da sempre presso la "Fisher & Figli". Fa coming out durante la prima stagione.
- Ruth Fisher (stagioni 1-5), interpretata da Frances Conroy, doppiata da Renata Biserni.
La moglie di Nathaniel Sr e matriarca della famiglia Fisher.
- Claire Fisher (stagioni 1-5), interpretata da Lauren Ambrose, doppiata da Laura Latini.
La figlia minore di Nathaniel e Ruth. Scopre progressivamente di avere una passione per le arti.
- Federico "Rico" Diaz (stagioni 1-5), interpretato da Freddy Rodríguez, doppiato da Corrado Conforti.
Lavora come imbalsamatore presso la ditta di pompe funebri della famiglia Fisher. Diventa socio alla pari con la terza stagione.
- Keith Charles (stagioni 1-5), interpretato da Mathew St. Patrick, doppiato da Alberto Angrisano.
Un poliziotto che ha una relazione sentimentale con David Fisher.
- Brenda Chenowith (stagioni 1-5), interpretata da Rachel Griffiths, doppiata da Roberta Pellini.
Brenda è la figlia più grande di un ricco psichiatra, Bernard Chenowith, e la psicologa Margaret Chenowith.

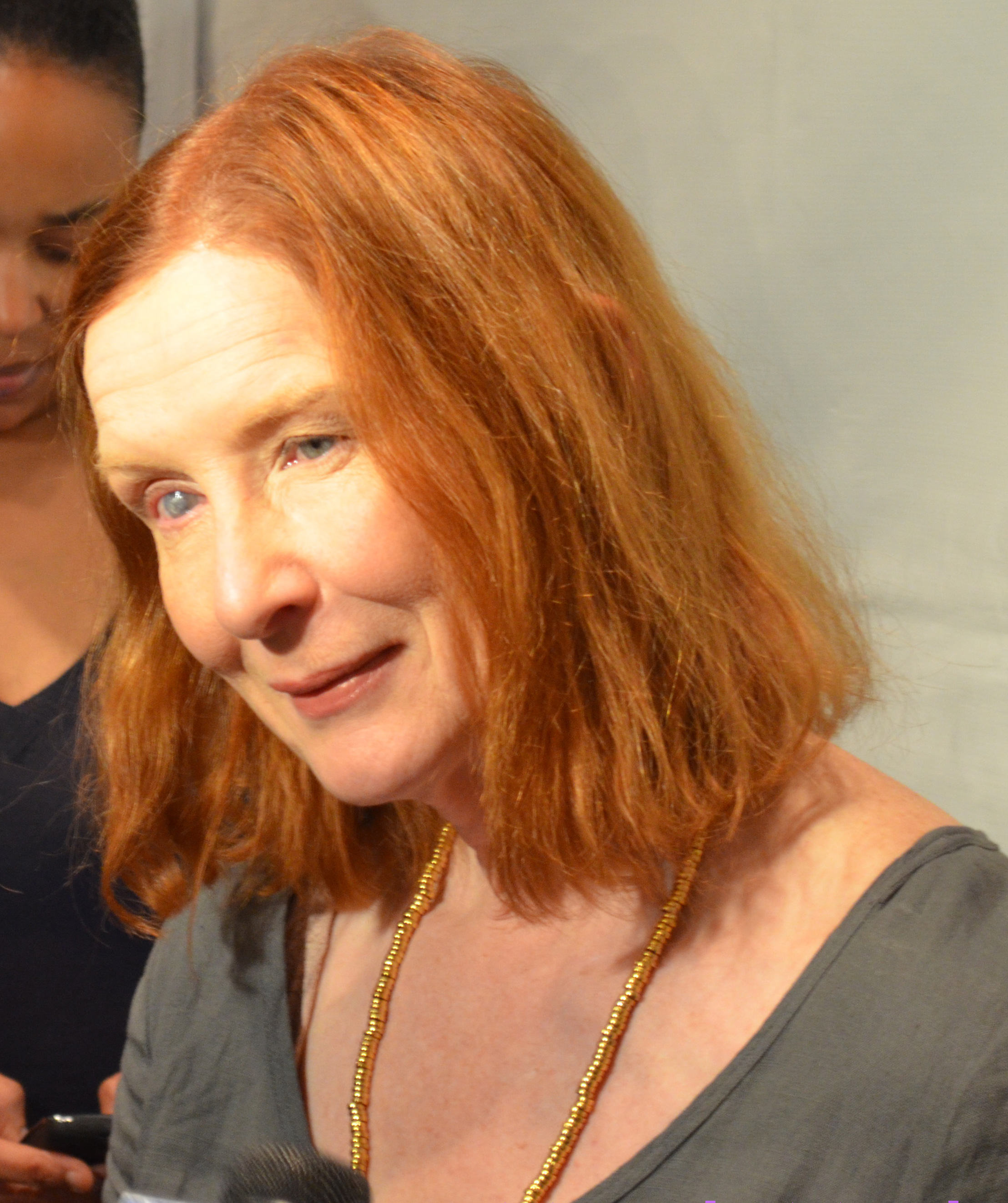
Frances Conroy interpreta Ruth Fisher
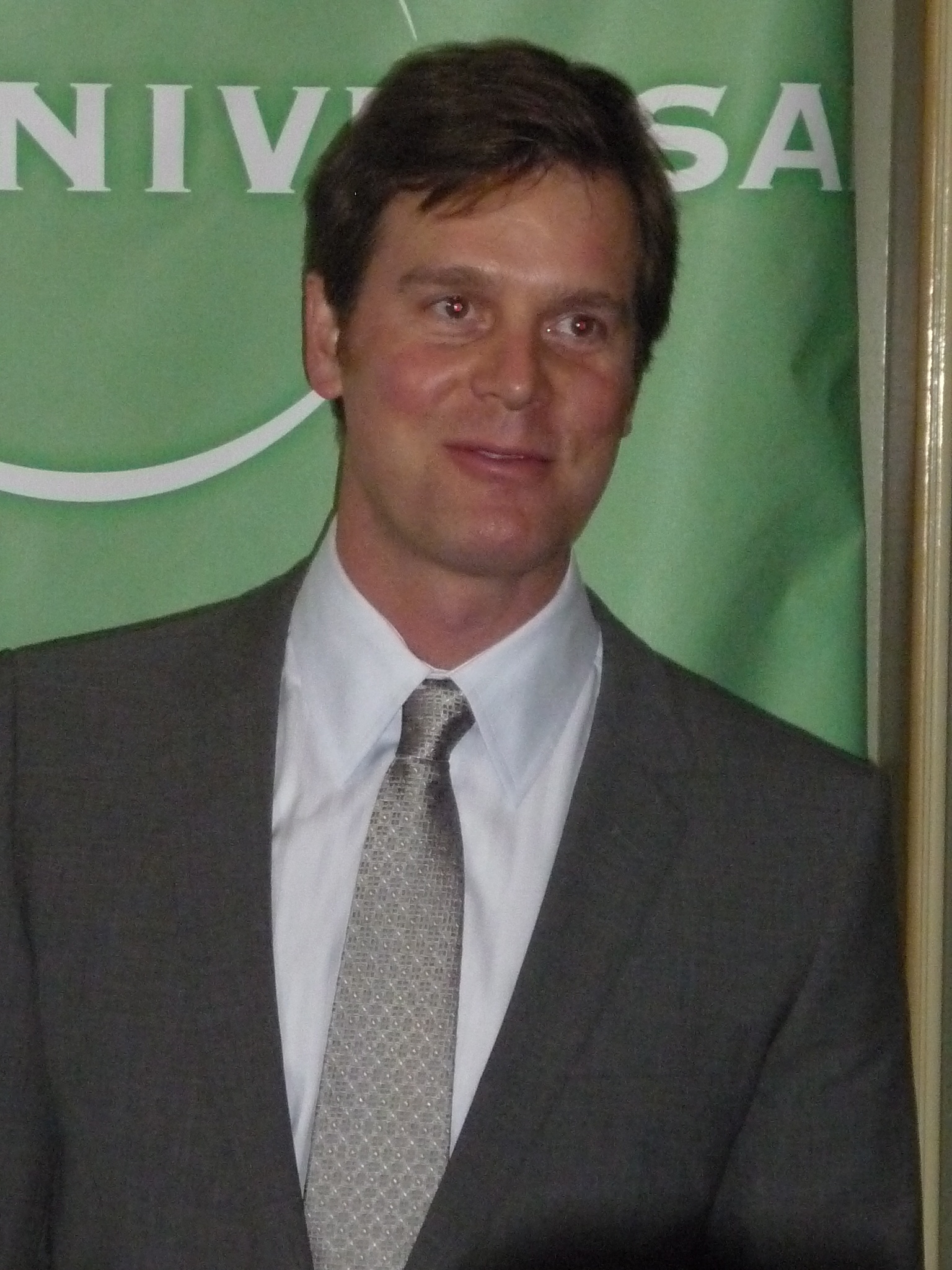
Peter Krause interpreta Nate Fisher
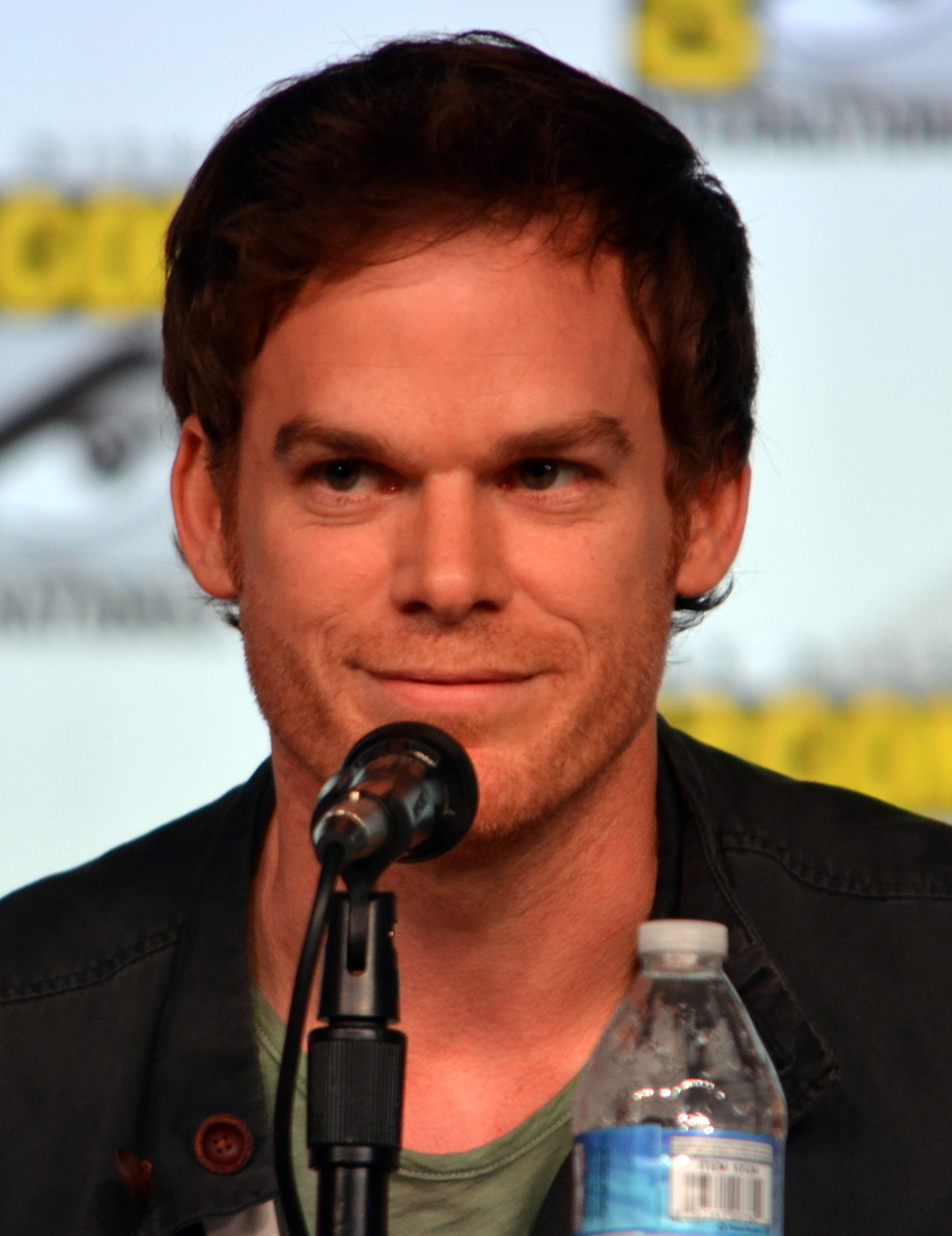
Michael C. Hall interpreta David Fisher
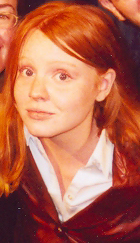
Lauren Ambrose interpreta Claire Fisher
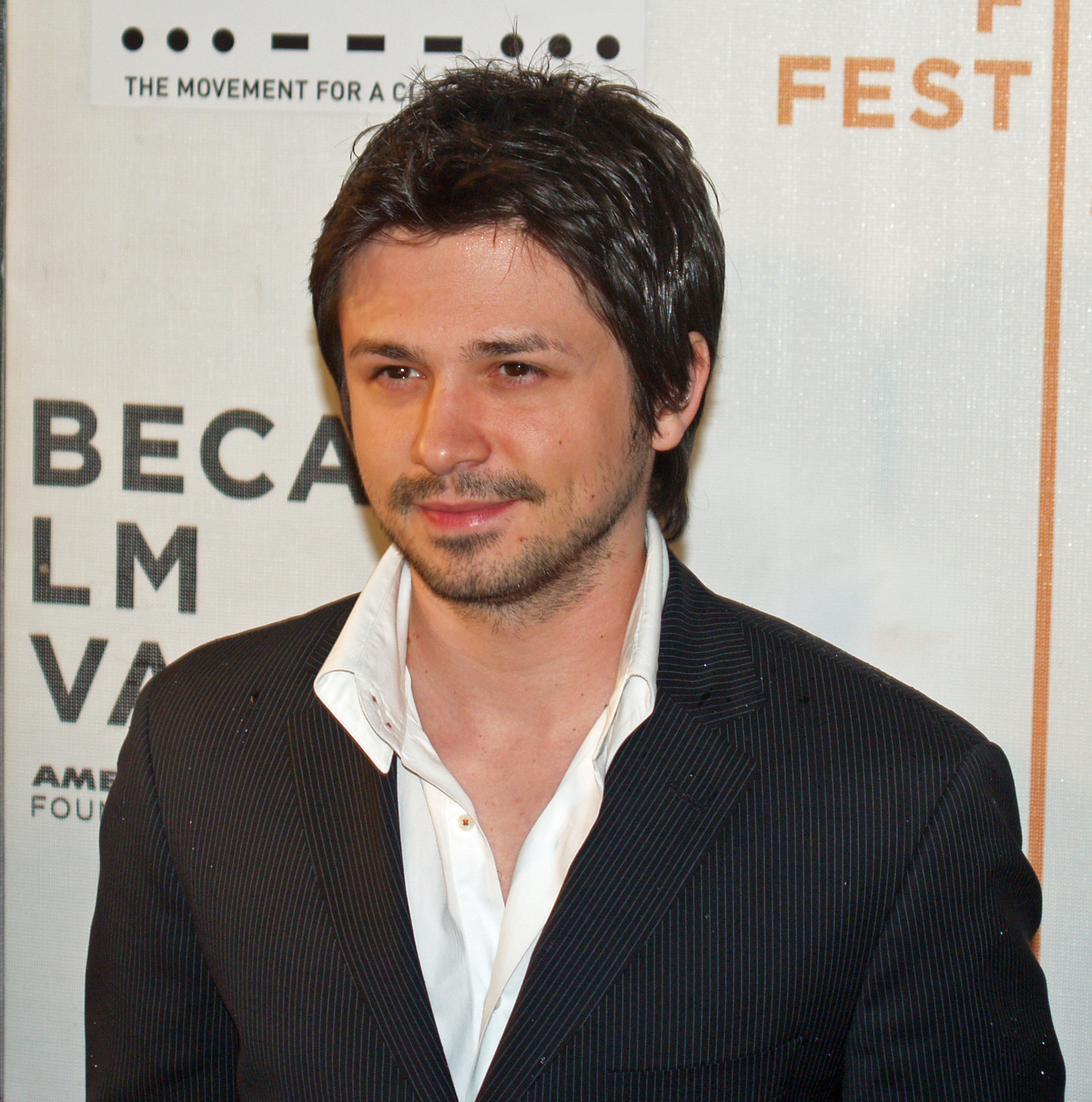
Freddy Rodríguez interpreta Federico Diaz
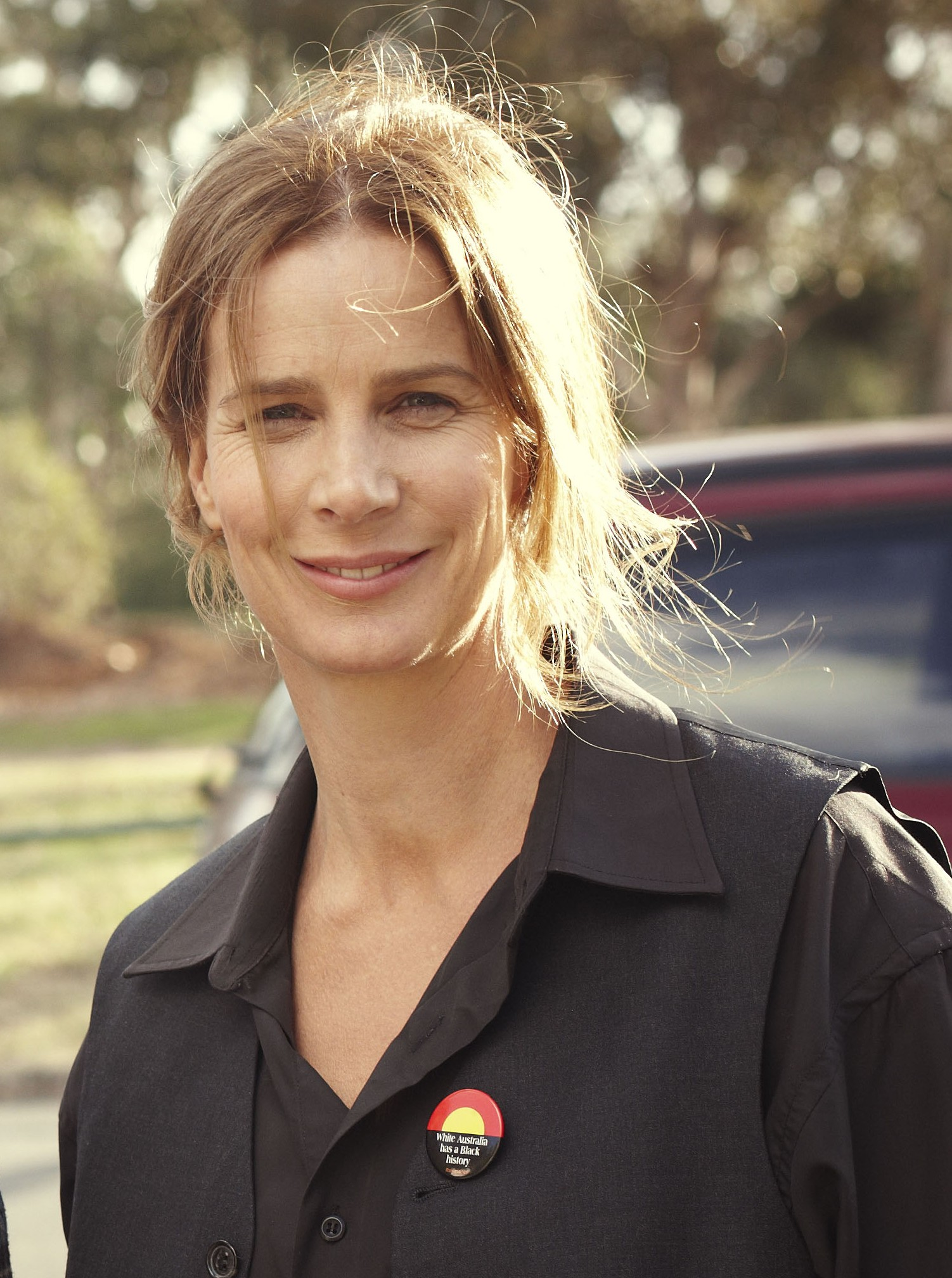
Rachel Griffiths interpreta Brenda Chenowith

### Personaggi secondari
- Nathaniel Fisher Sr. (stagioni 1-5), interpretato da Richard Jenkins, doppiato da Emilio Cappuccio.
Impresario di pompe funebri e padre di famiglia. Muore nel primo episodio, ma continua ad apparire come visione onirica e in numerosi flashback.
- Billy Chenowith (stagioni 1-5), interpretato da Jeremy Sisto, doppiato da Vittorio Guerrieri.
Fratello minore di Brenda Chenowith. Soffre di bipolarismo.
- Vanessa Diaz (stagioni 1-5), interpretata da Justina Machado, doppiata da Marzia Villani.
Moglie di Rico, lavora come infermiera.
- Margaret Chenowith (stagioni 1-5), interpretata da Joanna Cassidy, doppiata da Mirella Pace.
Madre di Brenda e Billy, di professione psichiatra.
- Sarah O'Connor (stagioni 2-5), interpretata da Patricia Clarkson, doppiata da Aurora Cancian.
Sorella minore di Ruth.
- George Sibley (stagioni 3-5), interpretato da James Cromwell, doppiato da Dario Penne.
Professore di geologia e secondo marito di Ruth.
- Lisa Kimmel-Fisher (stagioni 2-5), interpretata da Lili Taylor, doppiata da Roberta Greganti.
Un'amica di Nate che vive a Seattle. Lo sposa dopo essere rimasta accidentalmente incinta.
- Russell Corwin (stagioni 3-5), interpretato da Ben Foster, doppiato da Emiliano Coltorti.
Compagno di università di Claire.
- Arthur Martin (stagioni 3-5), interpretato da Rainn Wilson, doppiato da Mino Caprio.
Apprendista presso la "Fisher & Diaz".
- Gabe Dimas (stagioni 1-3), interpretato da Eric Balfour, doppiato da Luigi Ferraro.
Compagno di liceo ed ex fidanzato di Claire.
- Nikolai (stagioni 1-2/5), interpretato da Ed O'Ross, doppiato da Dario De Grassi.
Proprietario di un negozio di fiori che rifornisce la "Fisher & Figli". Ha una breve relazione con Ruth durante la seconda stagione.
- Robbie (stagioni 1-2), interpretato da Joel Brooks, doppiato da Pieraldo Ferrante.
Dipendente di Nikolai e amico e confidente di Ruth.
- Bettina (stagioni 3-5), interpretata da Kathy Bates, doppiata da Angiola Baggi.
Migliore amica di Sarah, la aiuterà a disintossicarsi. Rozza e di poche parole, diventerà anche amica di Ruth.
- Professor Olivier Castro-Staal (stagioni 3-5), interpretato da Peter Macdissi, doppiato da Massimo Lodolo.
Insegnante di Claire alla scuola d'arte.
- Edie (stagione 4), interpretata da Mena Suvari, doppiata da Emanuela D'Amico.
Amica lesbica di Claire.
- Ted Fairwell (stagione 5), interpretato da Chris Messina.
Avvocato e collega di Claire, instaurerà con lei, nonostante le opposte idee politiche, una forte relazione sentimentale.

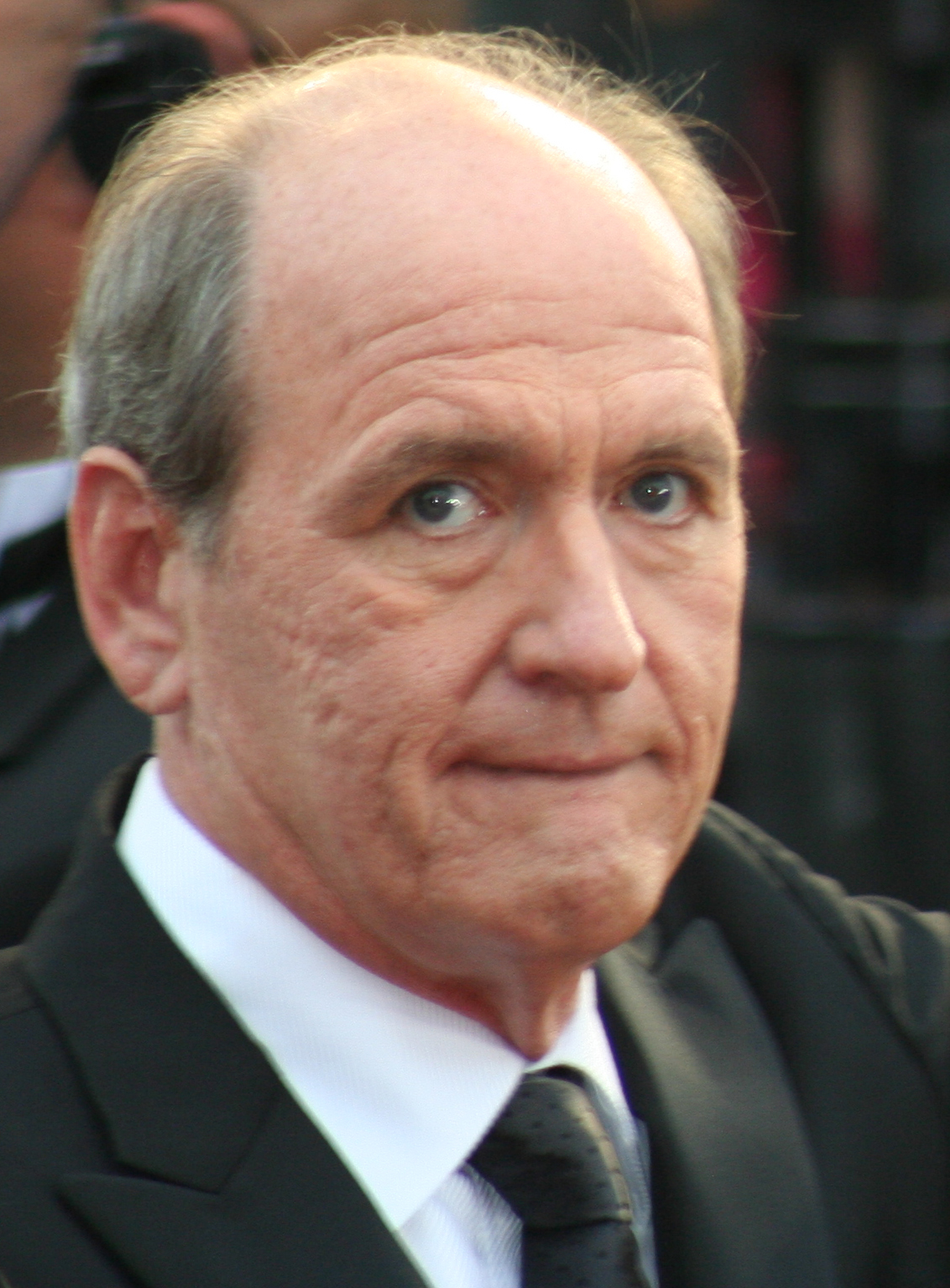
Richard Jenkins interpreta Nathaniel Fisher Sr.
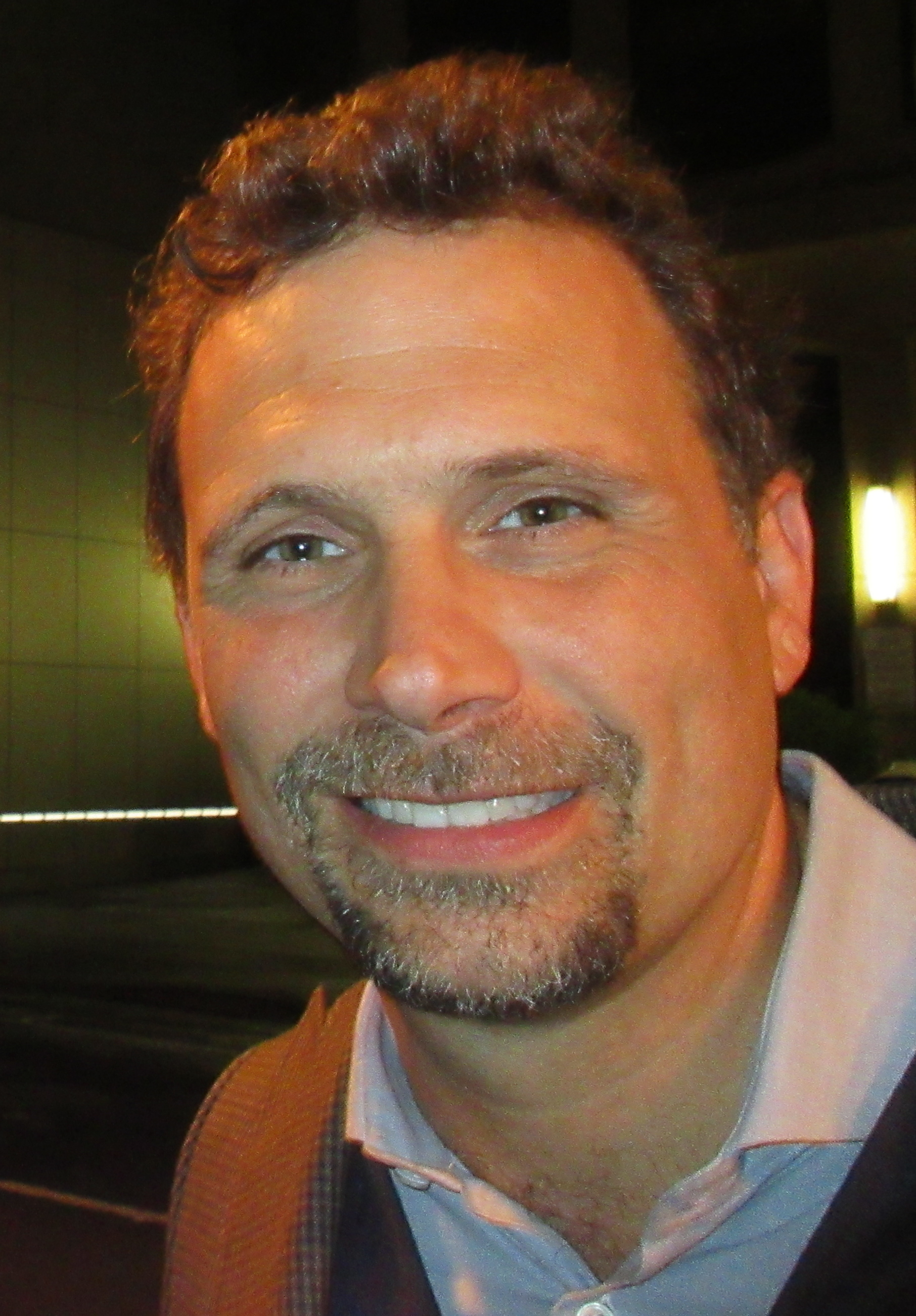
Jeremy Sisto interpreta Billy Chenowith
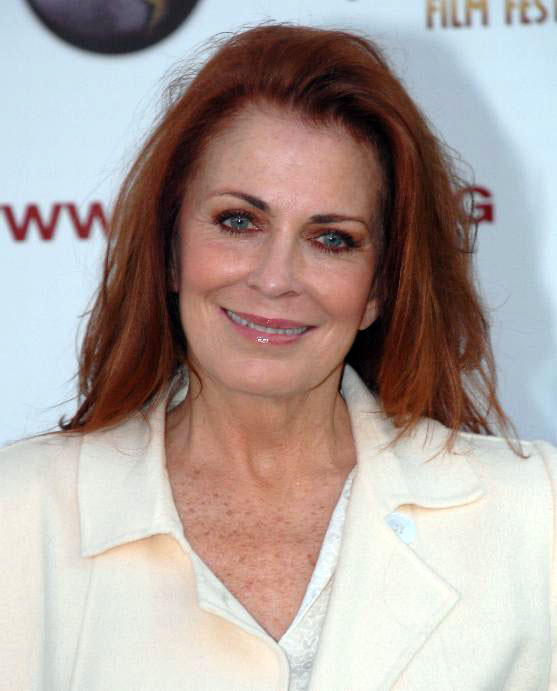
Joanna Cassidy interpreta Margaret Chenowith
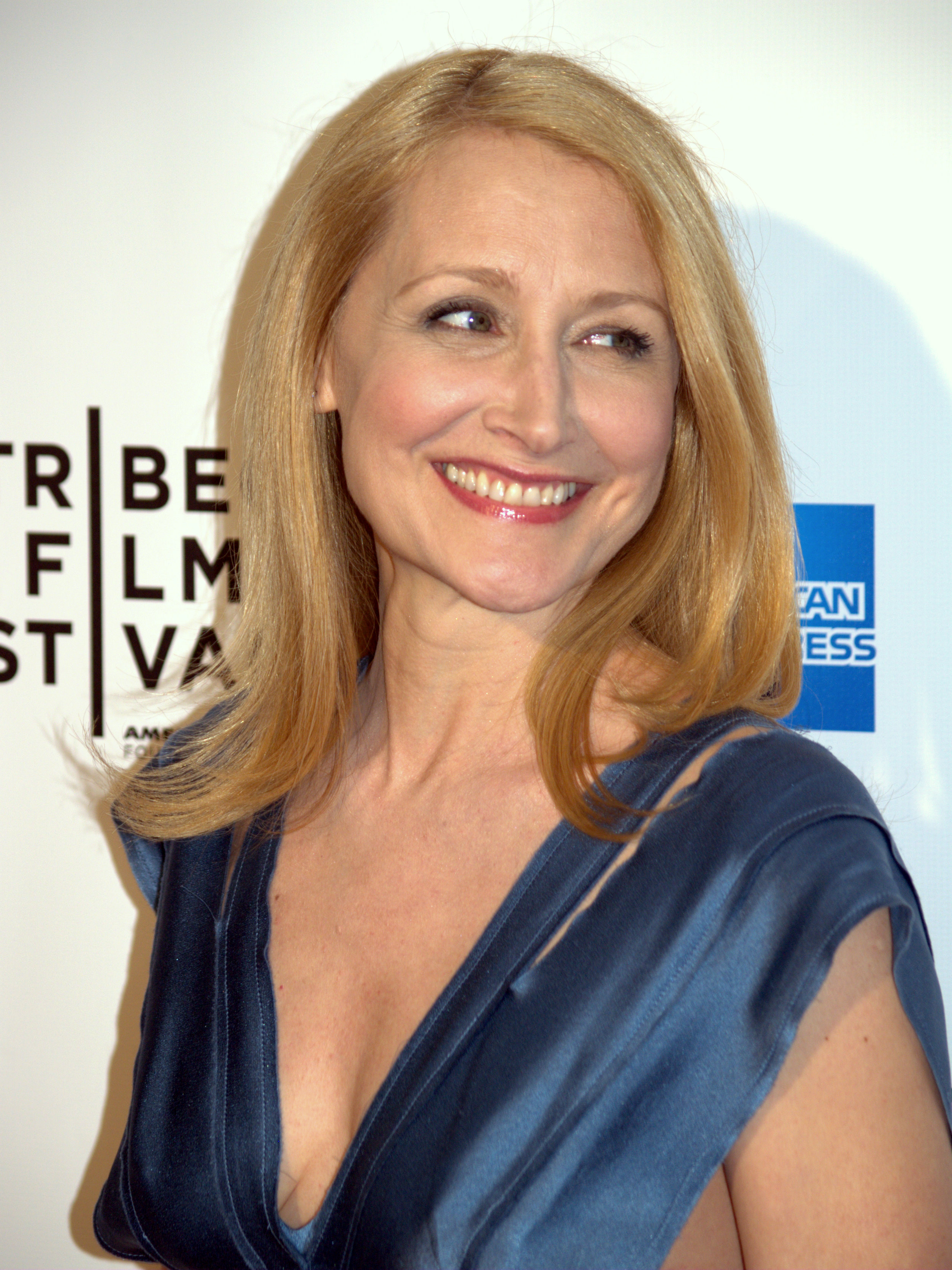
Patricia Clarkson interpreta Sarah O'Connor
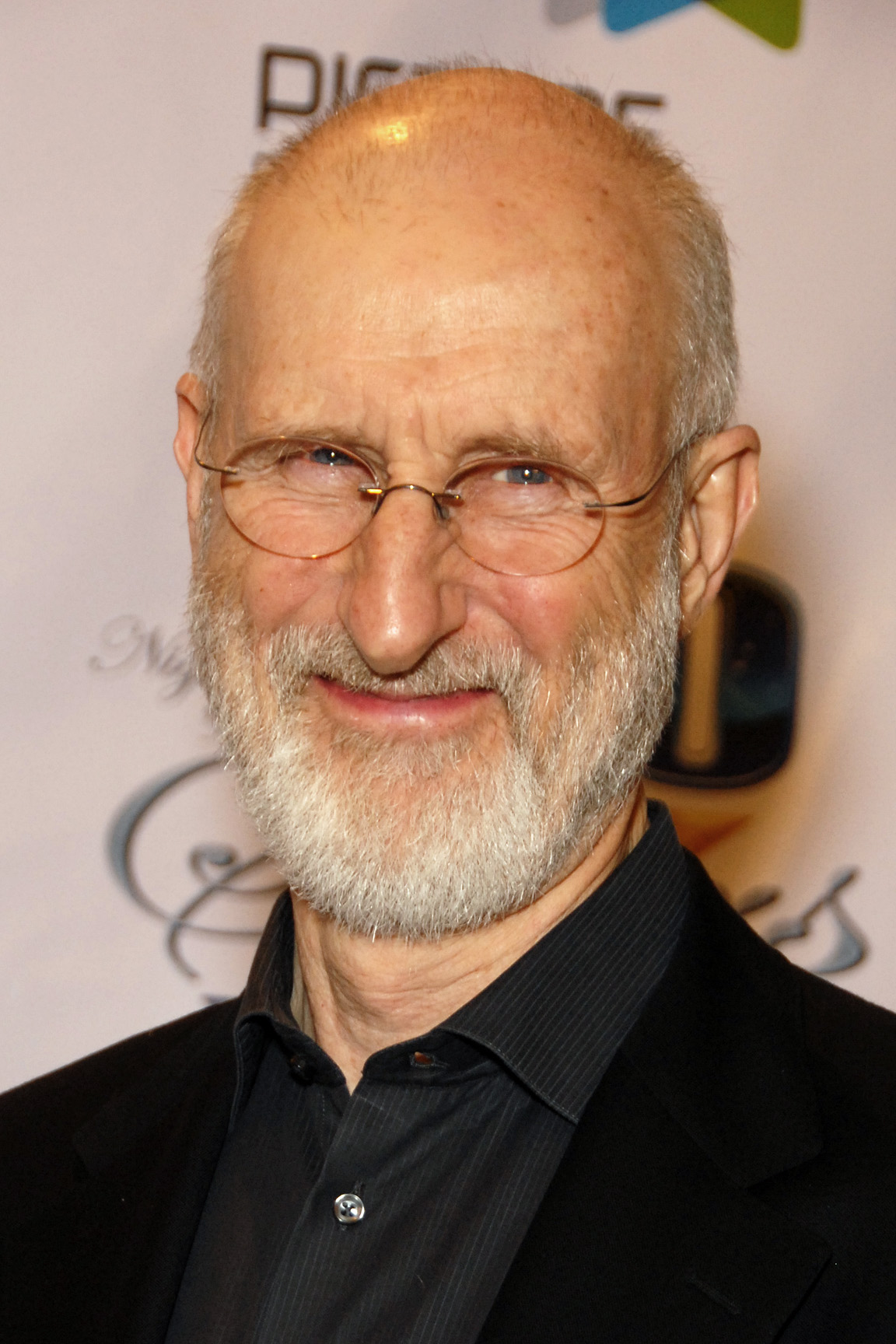
James Cromwell interpreta George Sibley
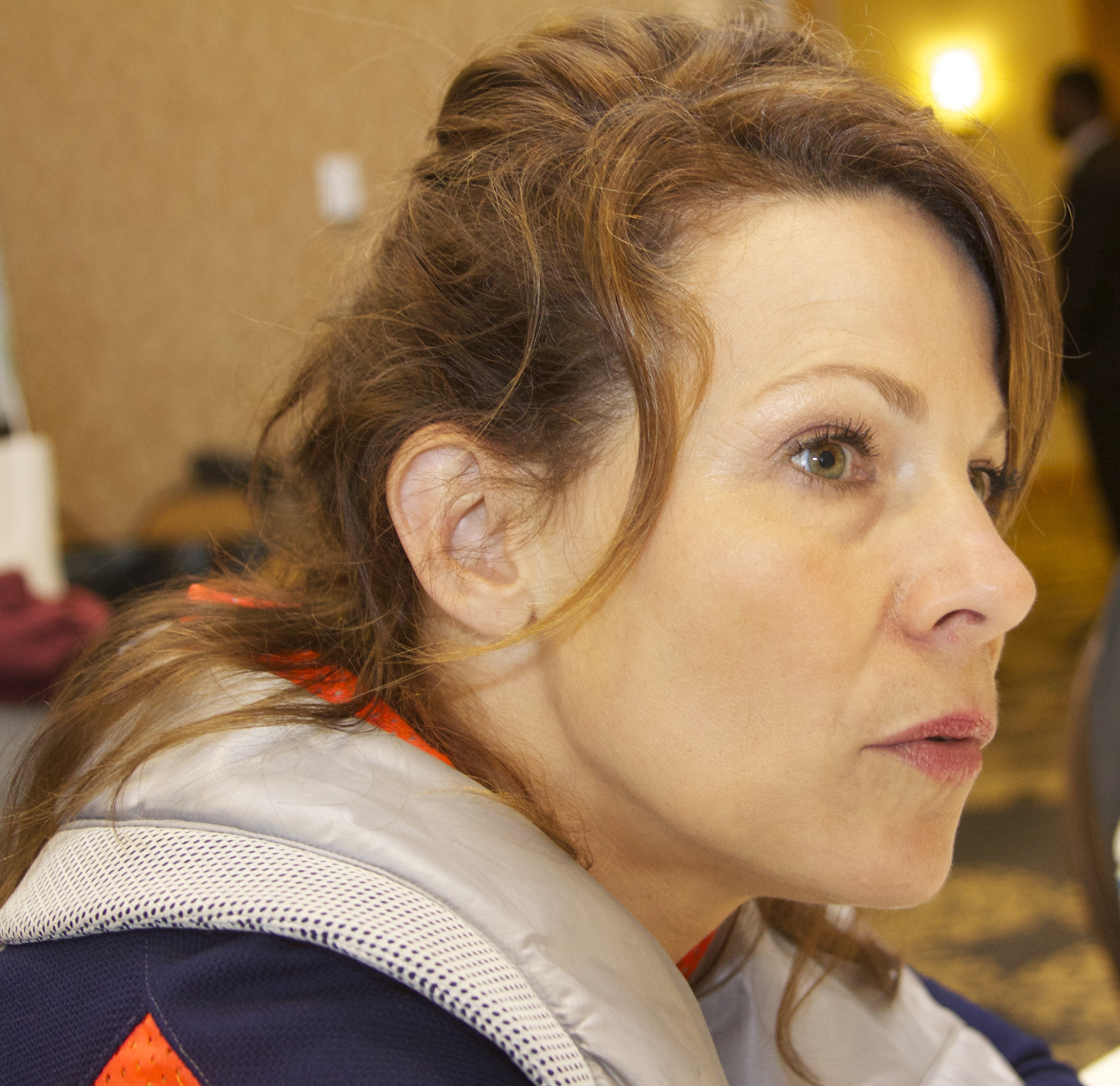
Lili Taylor interpreta Lisa Kimmel-Fisher
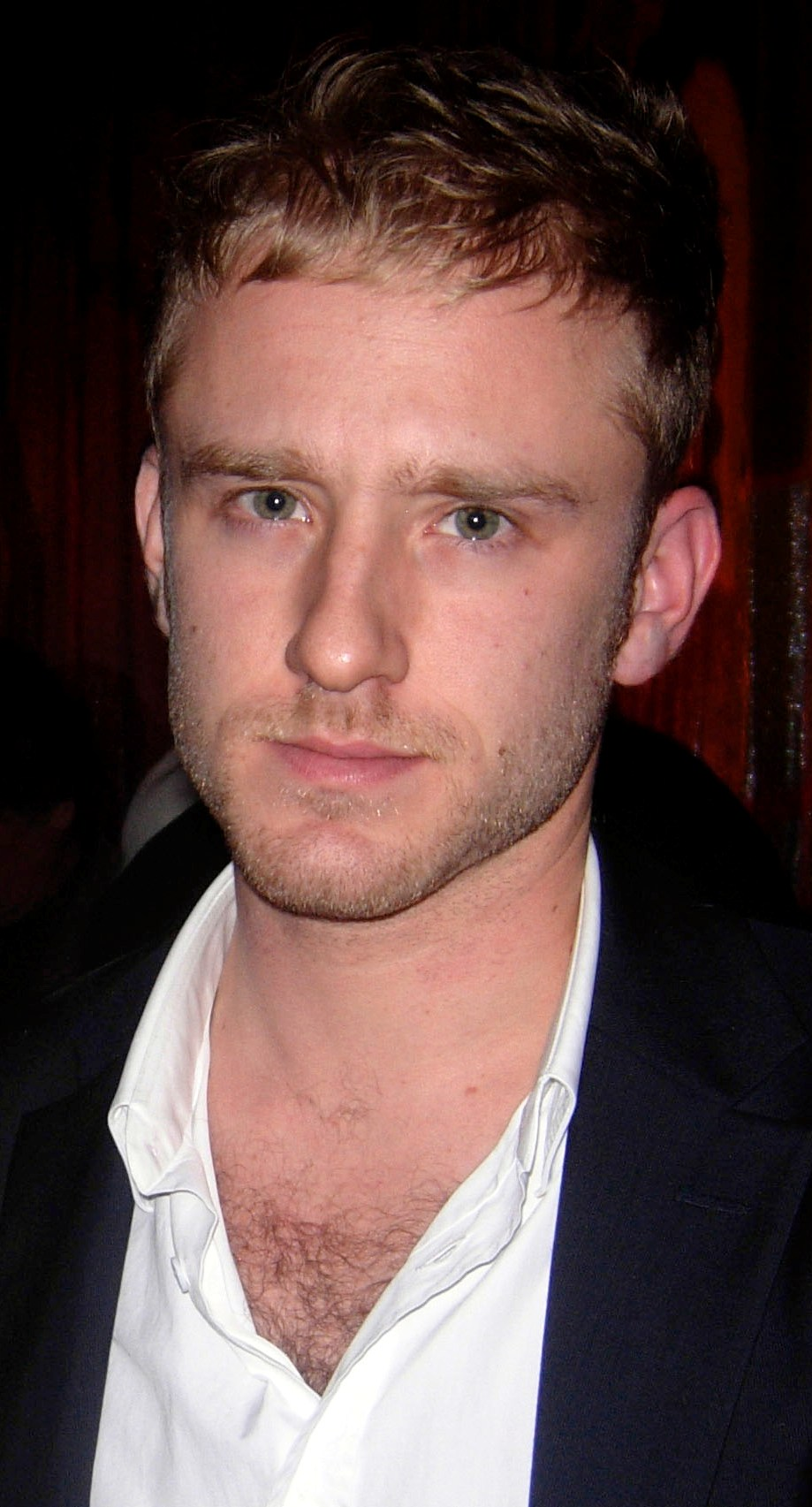
Ben Foster interpreta Russell Corwin
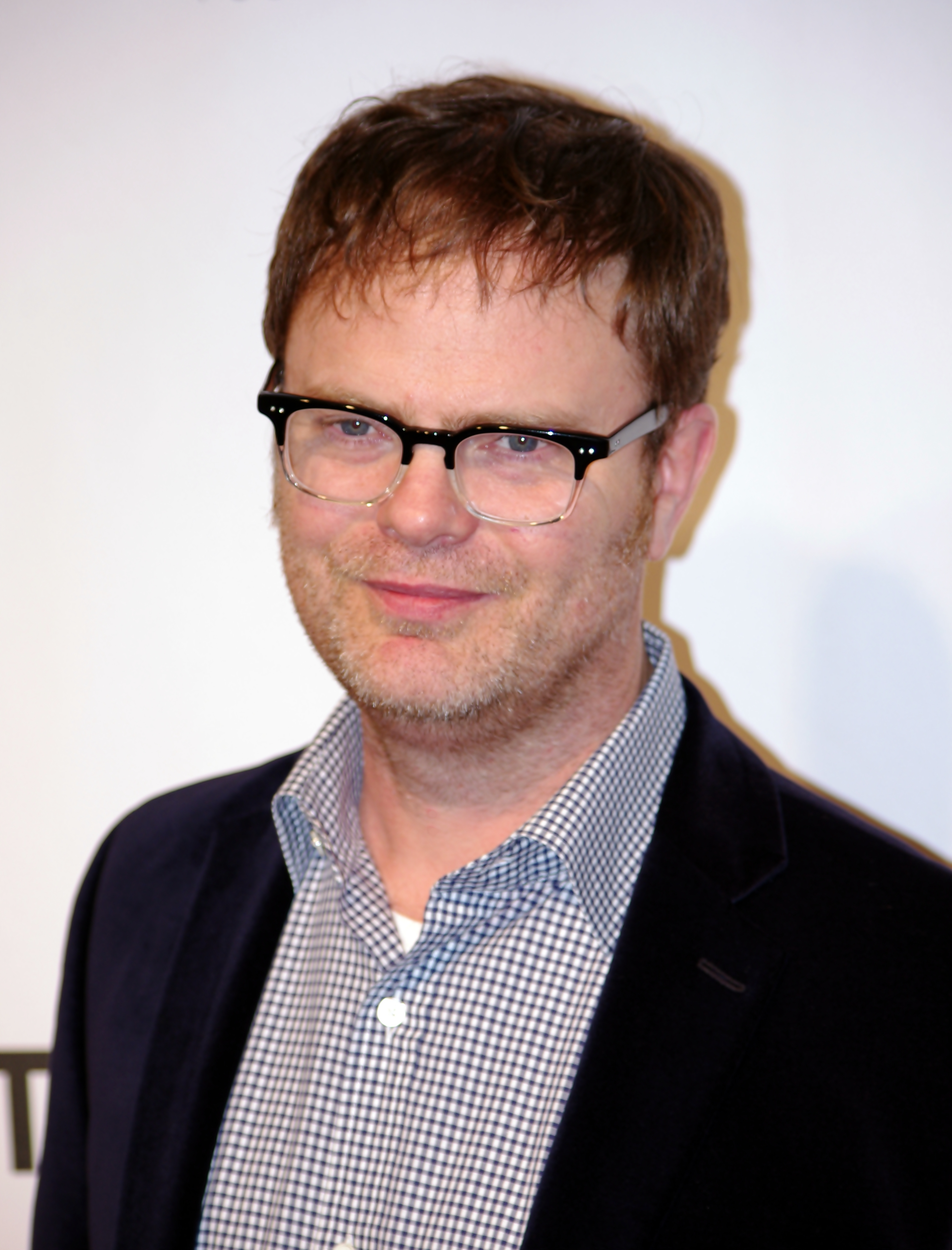
Rainn Wilson interpreta Arthur Martin
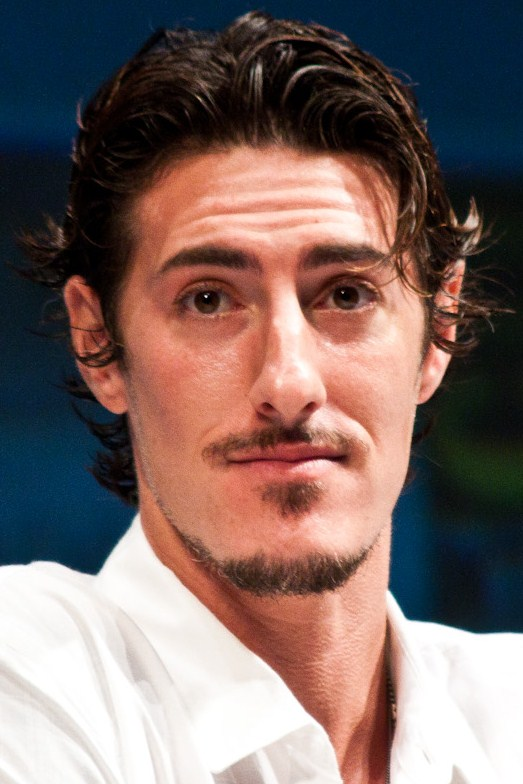
Eric Balfour interpreta Gabe Dimas
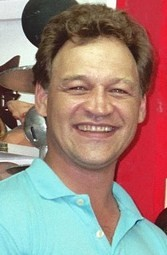
Ed O'Ross interpreta Nikolai
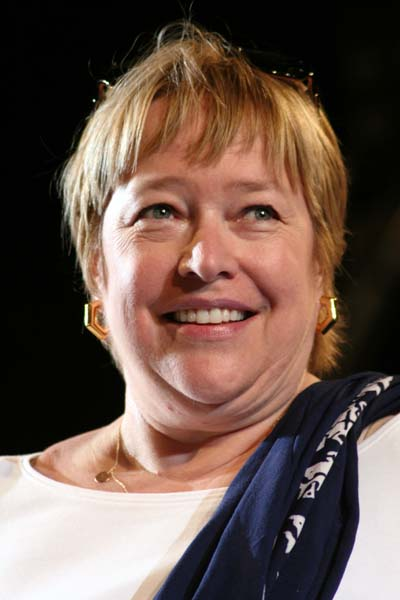
Kathy Bates interpreta Bettina
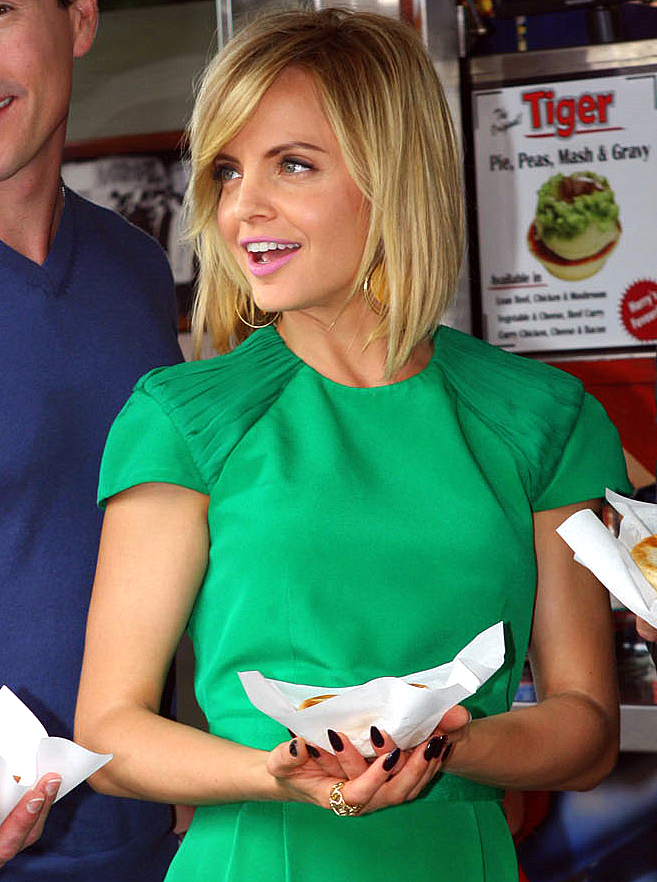
Mena Suvari interpreta Edie

## Accoglienza
La serie è accolta con ampi consensi ed ottiene un ottimo riscontro da parte del pubblico. Riceve una votazione di 8,7/10 sul sito IMDb rientrando nella lista delle serie TV con votazioni più alte.
Six Feet Under fa registrare ottimi ascolti alla rete televisiva HBO con ascolti medi compresi tra i 4 ed i 6 milioni di telespettatori per stagione.
Nei cinque anni di messa in onda il telefilm ha ricevuto diversi premi e nomination: 1 AFI Award, 1 Art Directors Guild, 1 Australian Film Institute Award, 3 BMI Film & TV Awards, 1 British Comedy Awards, 3 Casting Society of America Awards, 1 Cinema Audio Society Award, 1 Costume Designers Guild Award, 1 Directors Guild of America Award, 3 GLAAD Media Awards, 3 Golden Globe, 2 Hollywood Makeup Artist and Hair Stylist Guild Award, 3 Imagen Foundation Awards, 1 International Horror Guild Award, 1 Monte-Carlo TV Festival, 2 Motion Picture Sound Editors Awards, 1 Producers Guild of America Awards, 1 Peabody Award, 9 Emmy, 1 Prism Award, 1 Royal Television Society, 3 Screen Actors Guild Awards, 1 Television Critics Association Award, 3 nomination ai Grammy, una ai Teen Choice Awards, 4 ai Satellite Awards, 4 ai Writers Guild of America Awards ed una agli Young Artist Awards.
Per questi motivi la serie viene inserita nella lista dei 100 migliori telefilm della rivista TIME nel 2007.